# 1048
1048 (MXLVIII) fue un año bisiesto comenzado en viernes del calendario juliano.

## Acontecimientos
- Fundación de la ciudad de Oslo.
- Dámaso II sucede a Benedicto IX como papa.

## Nacimientos
- 25 de mayo: Shenzong, sexto emperador de la dinastía Song de China.
- 18 de mayo: Omar Jayyam, escritor iraní.
- Alejo I Comneno: emperador bizantino.
- Rodrigo Díaz de Vivar: El Cid Campeador

## Fallecimientos
- 9 de agosto: Dámaso II, papa.
- 13 de diciembre: Al-Biruni (75 años), astrónomo, farmacéutico, físico, filósofo, historiador, matemático y viajero uzbeko.